# Ludwig Lewysohn
Dr Ludwig Lewysohn (ur. 15 kwietnia 1819 w Swarzędzu, zm. 26 marca 1901 w Sztokholmie, Szwecja) – w latach 1848-1851 rabin Frankfurtu nad Odrą, następnie 1859 rabin Sztokholmu.
Syn Josefa Israela Heleviego i Jette Wiener, która wychowała się w miejscowości Skoki koło Poznania.
Uczył się u boku swojego starszego brata Abrahama Lewysohna (1805-1860) w Pyskowicach na Górnym Śląsku, a następnie w jesziwach Menachema Auerbacha i Eliasa Guttmachera w Pleszewie. W 1842 r. udał się na dalszą edukację do gimnazjum we Wrocławiu. 30 marca 1843 r. ukończył maturę w Berlinie. 3 maja 1843 r. został immatrykulowany na uniwersytecie, gdzie pobierał nauki przez 8 semestrów. 30 listopada 1847 uzyskał promocję na uniwersytecie w Halle.
Poślubił Rosalie Zendig (1826-1852). Po tym jak wcześnie owdowiał, w 1853 ożenił się ponownie, poślubiając Philippine Baer (1817-1894), córkę frankfurckiego księgarza Josepha Baera.
W 1859 został rabinem Sztokholmu, a w 1883 przeszedł na emeryturę.